# Gilio di Pietro
Pour les articles homonymes, voir Di Pietro.
Gilio di Pietro  est un peintre documenté à Sienne entre 1247, et 1261, date de sa mort. La seule œuvre parvenue jusqu'à nous est son illustration pour la tavoletta du Biccherna du deuxième semestre 1258, la plus ancienne conservée.
Luciano Bellosi a récemment (1998) attribué à Gilio di Pietro les œuvres du maître anonyme pisan dénommé Maître de Santi Cosma e Damiano.
Suivant l'acceptation ou non de cette proposition, Pietro di Gilio est donc considéré comme un peintre siennois ou un peintre pisan ayant travaillé à Sienne.

## Biographie
Gilio di Pietro (« Maestro Gilio di Pietro ») fut payé cinq sous (« cinque soldi »), pour une tavoletta du Biccherna pour la période juillet-décembre 1258, paiement consigné dans le volume administratif (Biccherna 28, e, 3v).
Il est par ailleurs fort probable que Massarello di Giglio, documenté de 1291 à 1339, et lui aussi peintre de couverture de Biccherna - soit son fils.

## La tavoletta de Biccherna (1258)
L'illustration est réduite au quart droit supérieur du panneau, la moitié basse de la surface de la tablette étant non peinte car là s'appliquait la sangle pour la fermeture de cet exemplaire.
Elle représente le camerlingue Frère Ugo, moine de San Galgano, ainsi que l'indique le texte inscrit à gauche et au-dessus de l'illustration : « LIBER CAMERARII TEMPORE BONIFATII DOMINI CASTELLANI DE BONONIA SENENSIS POTESTATIS IN ULTIMIS SEX MENSIBUS SUI REGIMINIS ». Frère Ugo a occupé le poste de camerlingue pendant plusieurs semestres consécutifs, à partir de janvier 1257 jusqu'à décembre 1259, puis de nouveau à partir de juin 1260 jusqu'à 1262 environ. Il est surtout à l'origine de confier à un peintre la décoration et l'illustration des tablettes du Biccherna, utilisées pour lier les journaux. La première tablette illustrée, commandée à un certain Bartolomeo, étant perdue, ainsi que celles des deux semestres suivants, la tablette de 1258 est donc la plus ancienne qui nous soit parvenue. La date est du reste confirmée par le texte visible sur les pages ouvertes du livre que le camerlingue tient en main, où, avec quelques difficultés, il est encore possible de déchiffrer : « I(N) A(NNO) D(OMINI) MCCLVIII ME(N)SE Iulii » - la restauration récente ayant confirmé la présence du dernier chiffre, réduit du fait d'une petite lacune.

## Le Maître de Santi Cosma e Damiano?

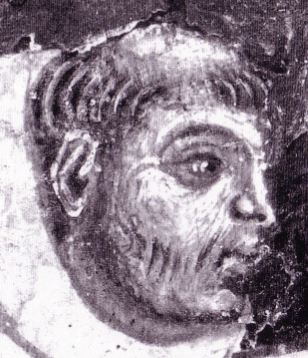
Biccherna (1258) détail du visage du frère Ugo
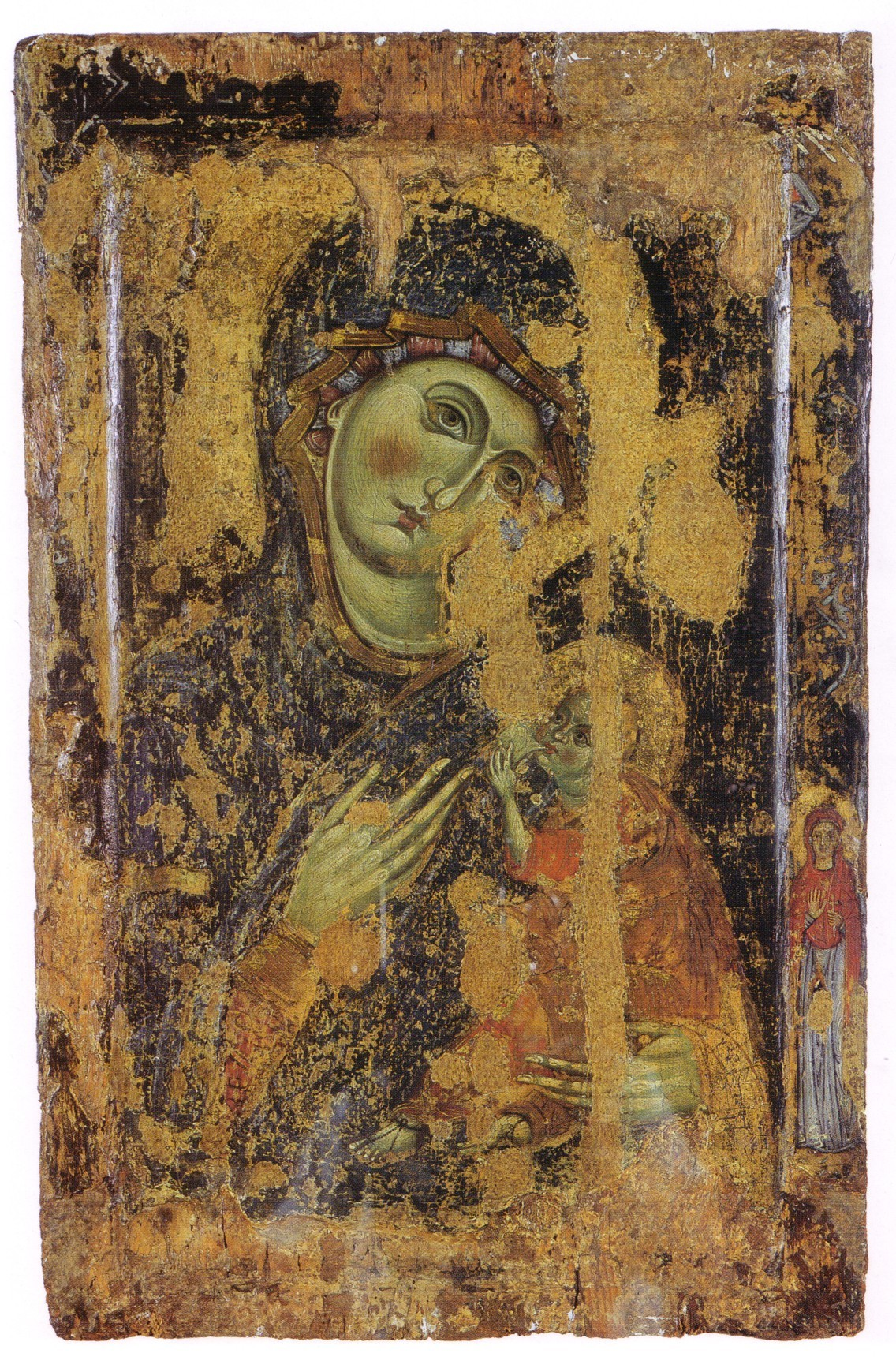
Maître de Santi Cosma e Damiano, Madone Pise, Santi Cosma e Damiano
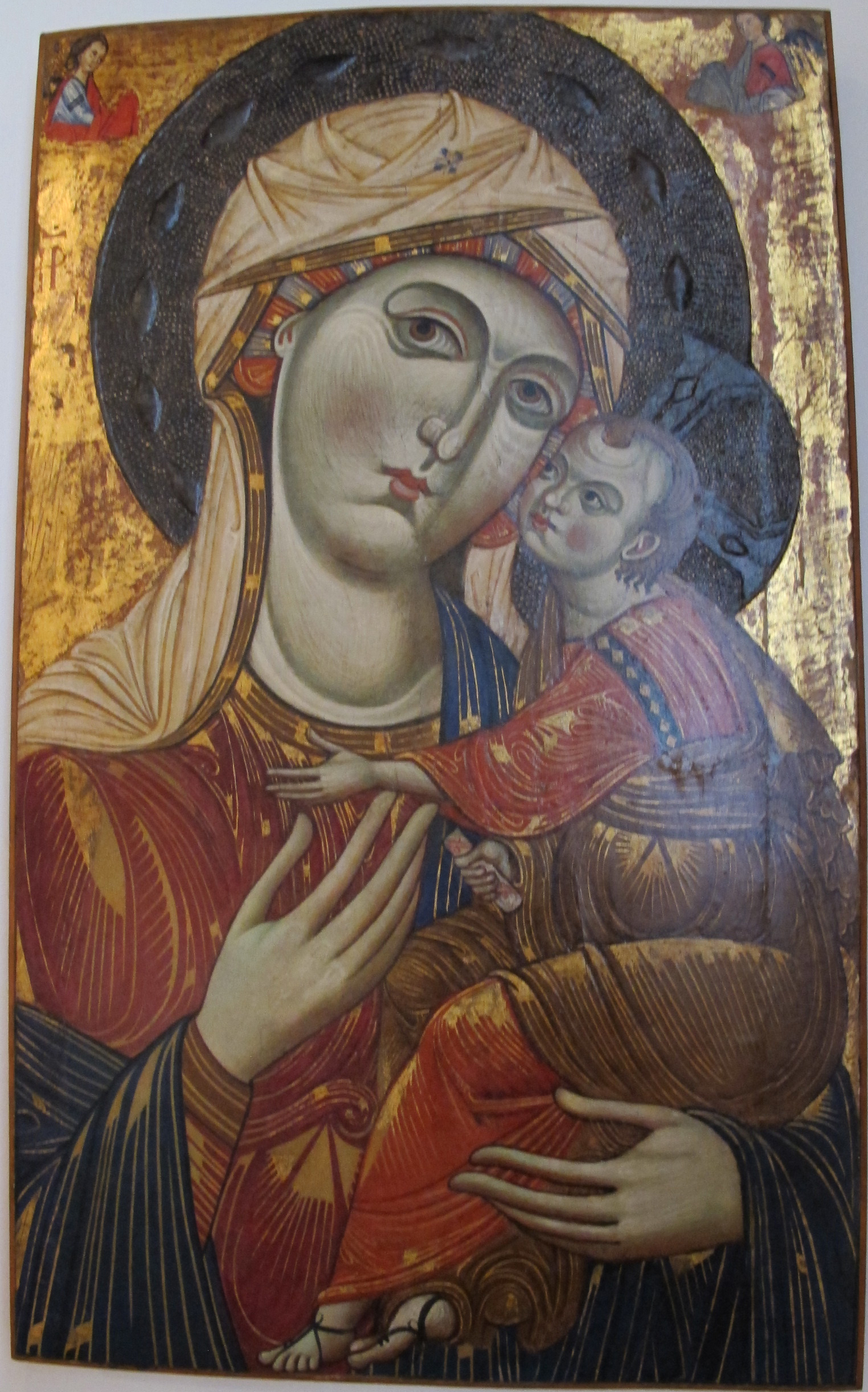
Maître de Santi Cosma e Damiano, Madone des Mantellini Sienne, San Niccolò del Carmine

Luciano Bellosi étudiant de manière détaillée le visage du camerlingue, et le comparant aux œuvres du Maître de Santi Cosma e Damiano, à la Madone Mantellini notamment, y a vu les caractéristiques (la tache rouge des joues, dégradée en coups de strigile rayonnants; une arcade sourcilière marquée et cernée, presque géométrique; les deux filaments blancs sur le côté de l’œil qui descendent en courbe parallèle après avoir remonté la rondeur de la pommette et enfin la pupille entourée d'une sclérotique constituée de cercles concentriques blancs différenciés) du style du Maître de Santi Cosma e Damiano. Cette identification ne fait cependant pas aujourd'hui l'unanimité des critiques.

## Œuvres
- Frère Hugo, moine de San Galgano, camerlingue, Tavoletta di Biccherna (1258), 35 × 24 cm, Sienne, no 1 de la collection des archives d'État de Sienne[3].

## Sources
Les sources principales de cet article sont signalées par le signe  dans la biographie ci-dessous.